# The place to be
|  | Denne artikel er oprettet af botten PalnaBot ud fra en ekstern database. Den kan derfor have sproglige fejl eller mangler. Denne skabelon kan fjernes efter kontrol af indholdet. |

The place to be er en dokumentarfilm instrueret af Steen Møller Rasmussen efter manuskript af Steen Møller Rasmussen.

## Handling
Et portræt af byen New York. Livet i gaderne. Subwayen. Coney Island. Små handlingsforløb. Sommer og vinter, sol og sne. Optaget på film og video med referencer til fotografen og filminstruktøren Robert Frank, eksperimentalfilmfotografen Jonas Mekas og videopioneren Nam June Paik.